# Bulbostylis burchellii
Bulbostylis burchellii là một loài thực vật có hoa trong họ Cói. Loài này được (Ficalho & Hiern) C.B.Clarke mô tả khoa học đầu tiên năm 1894.